# Россошь (станция)
Ро́ссошь (ранее Михайловка, Евстратовка) — узловая железнодорожная станция Юго-Восточной железной дороги, расположена в городе Россоши Воронежской области. Открыта в 1871 году. Здание железнодорожного вокзала является объектом культурного наследия народов РФ и охраняется государством.

## Краткая характеристика
Находится на Ростовском ходу Юго-Восточной железной дороги, на участке Лиски — Миллерово. От Россоши отходят двухпутные электрифицированные перегоны на станции Подгорное, Райновская и однопутная неэлектрифицированная тупиковая ветка на Ольховатку.
Относится к Лискинскому региону Юго-Восточной железной дороги. На станции останавливаются все пассажирские и пригородные поезда, следующие направлением на Лиски и Ростов-на-Дону. По характеру работы станция отнесена к 1 классу. В границах станции расположено локомотивное депо ТЧЭ-3 Россошь, к которому приписаны магистральные пассажирские электровозы ЭП1М, ЧС4Т и маневровые тепловозы ЧМЭ3Т. У части составов поездов дальнего следования, следующих через станцию, производится смена локомотивных бригад или локомотивов.

## История

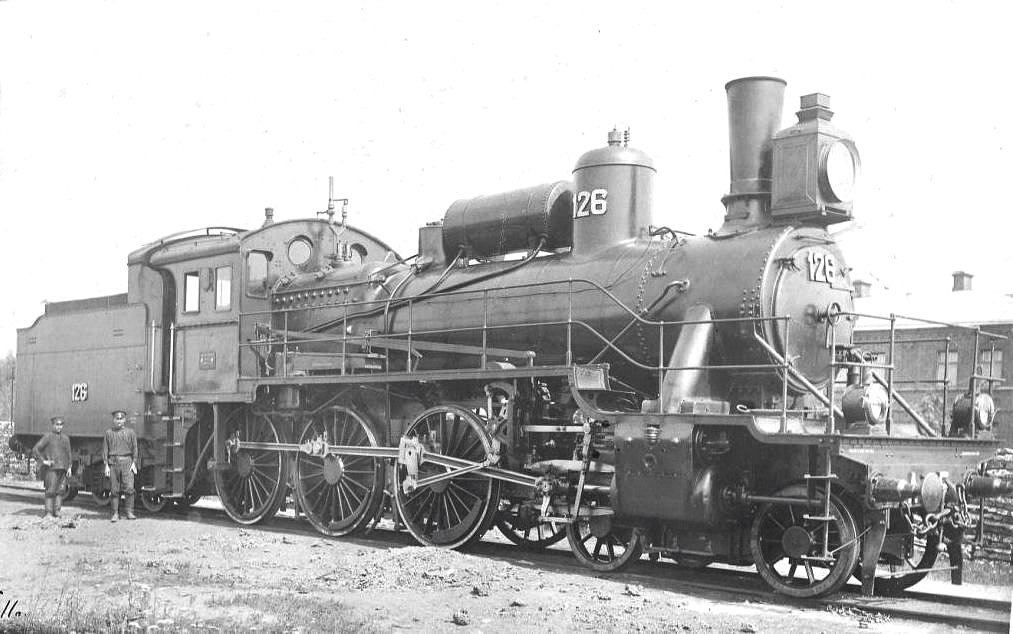
Брянский паровоз Аб-126 (Б-101). 1907

26 января 1857 года император Александр II подписал высочайший указ о создании первой сети железных дорог. Перспективный план путей сообщения был разработан и опубликован в 1863 году, куда входило и юго-восточное направление как одно из перспективных.
В начале июля 1869 года Министерство путей сообщения Российской империи утвердило проект на строительство железнодорожного пути нормальной колеи от Воронежа до Ростова-на-Дону. На линии предполагалось построить 10 паровозных депо и 28 железнодорожных станций. Линия должна была связать Центральное Черноземье с южными районами империи.
В конце ноября 1871 года на станцию Михайловка прибыл первый поезд и она была открыта для пассажиров и перевозки грузов. Дорога и станция впоследствии войдут в состав частного паевого общества Юго-Восточных железных дорог.
В открытой степи стояли вокзал, паровозный сарай, водонапорная башня и деревянные бараки для рабочих, получившие у россошанцев название «Нахаловка». При станции были построены угольный склад и две погрузочные платформы. Для регулярного движения поездов было уложено четыре пути и сооружён железнодорожный мост через речку Черную Калитву. На станции Михайловка трудилось около 200 рабочих, половина из которых была занята в паровозном сарае (депо).
Паровоз в те времена мог тащить поезд общим весом не более 700 тонн, со средней скоростью 10-15 километров в час, но по сравнению с гужевым транспортом это было значимым достижением. В сутки через Михайловку проходило два пассажирских и пять-семь товарных составов, которые подолгу стояли на станции.

Машинист паровоза на извозчике успевал съездить за пять верст в слободу Россошь, пообедать в трактире и вернуться к отправлению поезда.— Морозов А. Я «Россошь. Краткий исторический очерк»
После открытия движения по железной дороге в слободе открывались новые магазины, лавки, зерновые амбары. Крестьянские хозяйства уезда получили возможность для расширения торговли хлебом, скотом и другой продукцией. За качественным и дешёвым товаром в Россошь стали приезжать купцы из разных губерний России. В конце XIX века на станции Михайловка ежегодно грузилось до миллиона пудов различных товаров, на зерно приходилось около 700 тысяч пудов.
Своё первое название станция носила до 1904 года, когда была переименована в Евстратовку, а в 1926 году — в Россошь, по имени слободы, которая располагалась в нескольких верстах от станции.
С 1909 по 1911 годы со станции Евстратовка ежегодно отправлялось около 2 000 000 пудов грузов, из которых: нехлебных грузов 333 000 пудов, сахара 84 000 пудов, подсолнечного масла 40 000 пудов, рогатого скота 3 256 голов.
Одновременно вывозилось большое количество яиц, шерсти, битой птицы, сена, тряпья и бондарных изделий. В основном, вся продукция направлялась в Москву, Санкт-Петербург и черноморские порты.
Станция принимала за год около 1 200 000 пудов, из которых: уголь 437 000 пудов, спирт 68 000, дерево 234 000, соль 80 000, керосин  67 000 пудов.
С первых дней Великой Отечественной войны на всей территории Воронежской области было введено военное положение. Первый эшелон с ранеными пришёл на станцию Россошь 27 июня 1941 года. С начала сентября 1941 года город и железнодорожный узел, имевший важное стратегическое значение, подвергались постоянным массированным бомбардировкам с воздуха самолётами люфтваффе.

Здание вокзала ст. Россошь после бомбёжек

В начале июня 1942 года немецкая авиация наносила удары по Россошанскому железнодорожному узлу пять суток подряд. Остановить движение по магистрали врагу не удалось, но был сильно разрушен вокзал, здания паровозного и вагонного депо, полностью сгорел клуб железнодорожников.
Город и станция были захвачены частями вермахта в ночь на 7 июля 1942 года, оккупация продолжалась 6 месяцев и 9 дней. Летом и осенью 1942 года в городе были расквартированы части 294-й немецкой пехотной дивизии и итальянского Альпийского корпуса, штаб которого разместился в городе, а на станции были организованы склады и развёрнуты штабы снабжения.
В нескольких километрах от станции был расположен аэродром 3-й немецкой авиационной дивизии. Противник уделял особое значение станции, как крупному транспортному узлу. Потеря Россоши для противника означала крушение правого фланга группировки немецких, венгерских и итальянских войск, насчитывающей более 250 тысяч солдат и офицеров.
В ночь на 15 января 1943 года, во время проведения Острогожско-Россошанской операции, 16 танкам 106-й танковой бригады полковника Алексеева И. Е. удалось осуществить рейд по тылам противника и утром выйти и закрепиться на окраинах города. Большинство танкистов и полковник Алексеев погибли в бою за железнодорожную станцию и аэродром. Полностью от врага Россошь была освобождена 16 января 1943 года. Сразу после освобождения начались работы по восстановлению путевого хозяйства, в кратчайшие сроки было налажено движение воинских и санитарных эшелонов.
В начале 1960-х годов началась масштабная электрификация Юго-Восточной железной дороги. В декабре 1963 года были завершены работы по электрификации железнодорожного узла Россошь, построена и введена в эксплуатацию тяговая подстанция.
Первый электропоезд сообщением Россошь — Лихая прибыл на станцию 30 декабря 1963 года. Этому предшествовало завершение реконструкции локомотивного депо. Обновлённый парк на электрической тяге дал возможность увеличить скорость, грузоподъёмность и среднесуточный пробег поездов.

## Пассажирское движение

### Дальнее следование
В Россоши останавливаются все проходящие пассажирские поезда дальнего следования. На части составов, во время стоянки происходит замена локомотива или локомотивной бригады. На перронах и в здании вокзала расположены магазины и кафе, зал ожидания, детская комната и билетные кассы.
Пригородные электропоезда отправляются до Кантемировки, Воронежа, Лисок, Гартмашевки, Митрофановки и в обратном направлении.

#### Основные направления
| Страна     | Пункт назначения                                                                                            |
| ---------- | --- |
| Абхазия    | Сухум, Гагра                                                                                                |
| Белоруссия | Минск, Барановичи, Брест                                                                                    |
| Россия     | Москва, Адлер, Ростов-на-Дону, Воронеж, Санкт-Петербург, Пермь, Новосибирск, Томск, Симферополь, Кисловодск |

### Перевозчики и расписание
| Перевозчик                                     | Дистанция                               | Расписания и направления |
| ---------------------------------------------- | --------------------------------------- | ------------------------ |
| Белорусская железная дорога                    | Дальнее следование                      | РЖД                      |
| Гранд Сервис Экспресс                          | Дальнее следование                      | РЖД                      |
| Российские железные дороги (ФПК)               | Дальнее следование                      | РЖД                      |
| Пригородная пассажирская компания «Черноземье» | Межрегиональное и пригородное сообщение | ППК «Черноземье»         |

### Общественный транспорт
От площади Танкистов (привокзальной) отправляются автобусы городских маршрутов и маршрутные такси. С автовокзала города и остановки у АЗС «Лукойл» (Октябрьская площадь, 195) — в города России и страны ближнего зарубежья. Имеется стоянка легковых такси. До городского автовокзала (Октябрьская пл., 22б) можно добраться на автобусах: 4, 4а, 4б и маршрутных такси: 1, 6, 8, 11, 14, 14а, 15, 16.

## Коммерческие операции, выполняемые на станции
- продажа пассажирских билетов;
- приём и выдача багажа;
- приём и выдача повагонных грузов (открытые площадки, подъездные пути, крытые склады);
- приём и выдача грузов в контейнерах (3, 5 и 20 тонн).

| - Вид на здание вокзала с одной из островных пассажирских платформ - Электровоз ВЛ80с-1484 в депо. 2016 год. - Центральный вход в здание вокзала - Электровозы ЭП1-194 и ЭП1М-736. ТЧЭ-3 - Россошь. Привокзальная площадь |

## Статьи и публикации
- Алим Морозов. Война у родного порога. Первый бой за Россошь. 15 января. // Русское поле : альманах. — 2013.
- Андрей Городнов. Герои Сталинграда: Под непрекращавшимся огнём противника и бомбёжками железнодорожники восстанавливали пути, возводили мосты, возрождали станции // Гудок : газета. — 2017. — 24 ноября (№ 209).
- Россошь // Ремень — Сафи. — М. : Советская энциклопедия, 1975. — (Большая советская энциклопедия : [в 30 т.] / гл. ред.  А. М. Прохоров ; 1969—1978, т. 22).

## Внешние медиафайлы
- Станция Россошь, 2013 год на YouTube